# آلفرد ای. کوهن
آلفرد ای. کوهن (انگلیسی: Alfred A. Cohn؛ ۲۶ مارس ۱۸۸۰ – ۳ فوریه ۱۹۵۱) یک فیلم‌نامه‌نویس اهل ایالات متحده آمریکا بود.
وی نامزد جایزه اسکار بهترین فیلم‌نامه اقتباسی برای فیلم خواننده جاز در اولین دوره این مراسم بوده است.